# Felicità
Felicità – utwór włosko-amerykańskiego duetu Al Bano & Romina Power, wydany w 1982 roku na albumie Felicità (znanym również jako Aria pura).
W 1982 roku duet wykonał piosenkę na Festiwalu Piosenki Włoskiej w San Remo i zajął drugie miejsce. Utwór odniósł wielki sukces komercyjny, zajmując pierwsze miejsce na włoskiej liście przebojów i sprzedając się w milionach egzemplarzy na całym świecie.
Utwór został nagrany w Monachium w studiu Giorgio Morodera, a aranżerem był Gian Piero Reverberi.  Na potrzeby hiszpańskiego wydania singla, obie piosenki zostały ponownie nagrane w języku hiszpańskim, a także zmieniono okładkę.

## Teledysk
Teledysk do utworu został nakręcony w Leningradzie, nad brzegiem rzeki Newy. Przedstawia Ala Bano i Rominę Power wykonujących piosenkę podczas jazdy motorówką i siedzenia w powozie. Romina Power i większość statystów jest ubrana w kostiumy historyczne.

## Lista utworów i format singla
- Włochy (7” winyl)[3]

A. „Felicità” – 3:13
B. „Arrivederci a Bahia” – 3:02

## Pozycje na listach przebojów
| Lista (1982)                              | Pozycja |
| ----------------------------------------- | ------- |
| Austria (Ö3 Austria Top 40)               | 9       |
| Belgia (Ultratop 50 Singles (Flandria))   | 7       |
| Francja (SNEP)                            | 14      |
| Holandia (Single Top 100)                 | 18      |
| Niemcy Zachodnie (Official German Charts) | 6       |
| Szwajcaria (Singles Top 100)              | 3       |
| Włochy (Musica e dischi)                  | 1       |

## Certyfikaty
| Kraj   | Certyfikat  | Sprzedaż |
| ------ | ----------- | -------- |
| Włochy | Złota płyta | 35 000   |

Dane bazują tylko na kryteriach przyznawania certyfikatów otrzymanych przez album.